# Memória Gráfica Brasileira
Memória Gráfica Brasileira (MGB) é um website criado em 2008 com o objetivo de resgatar a história do design e do humor gráfico do Brasil. Entre seu acervo, incluem-se edições completas das revistas O Malho e Para Todos, dos anos 1920, e muitas obras do artista J. Carlos, entre outros materiais de pesquisa. O lançamento oficial do site ocorreu em 25 de março de 2008, no Paço Imperial. O projeto é coordenado pela designer Julieta Sobral, pesquisadora e autora de livros sobre o tema. Em 2014, o MGB ganhou o prêmio de "Homenagem especial" no 26º Troféu HQ Mix.